# Irbit
Irbit (ros. Ирбит) – miasto w azjatyckiej części Rosji, w obwodzie swierdłowskim, przy ujściu rzeki Iribt do Nicy (dorzecze Obu). 47 300 mieszkańców (2003).

## Dane ogólne
Ośrodek przemysłowy (przemysł środków transportu, chemiczny, szklarski). Od 1643 r. ośrodek jarmarków irbickich. Prawa miejskie od 1775 r. W mieście tym urodziła się polska aktorka Zofia Jaroszewska.

## Atrakcje związane z miastem
- Jarmark irbicki
- Państwowe Muzeum Motocykli w Irbicie
- Teatr Dramatyczny w Irbicie
- Tramwaje w Irbicie